# Бенервиль-сюр-Мер
Бенерви́ль-сюр-Мер (фр. Benerville-sur-Mer) — коммуна во Франции, находится в регионе Нижняя Нормандия. Департамент коммуны — Кальвадос. Входит в состав кантона Трувиль-сюр-Мер. Округ коммуны — Лизьё.
Код INSEE коммуны — 14059.

## Население
Население коммуны на 2010 год составляло 483 человека.
| 1962 | 1968 | 1975 | 1982 | 1990 | 1999 | 2010 |
| ---- | ---- | ---- | ---- | ---- | ---- | ---- |
| 314  | 337  | 361  | 523  | 411  | 505  | 483  |

## Экономика
В 2010 году среди 279 человек трудоспособного возраста (15—64 лет) 208 были экономически активными, 71 — неактивными (показатель активности — 74,6 %, в 1999 году было 61,9 %). Из 208 активных жителей работали 184 человека (102 мужчины и 82 женщины), безработных было 24 (10 мужчин и 14 женщин). Среди 71 неактивных 21 человек были учениками или студентами, 29 — пенсионерами, 21 были неактивными по другим причинам.